# Gimouille
Gimouille és un municipi francès, situat al departament del Nièvre i a la regió de Borgonya - Franc Comtat. L'any 2007 tenia 487 habitants.

## Demografia

### Població
El 2007 la població de fet de Gimouille era de 487 persones. Hi havia 172 famílies, de les quals 32 eren unipersonals (12 homes vivint sols i 20 dones vivint soles), 52 parelles sense fills, 80 parelles amb fills i 8 famílies monoparentals amb fills.
La població ha evolucionat segons el següent gràfic:
Habitants censats

### Habitatges
El 2007 hi havia 267 habitatges, 176 eren l'habitatge principal de la família, 75 eren segones residències i 16 estaven desocupats. 258 eren cases i 9 eren apartaments. Dels 176 habitatges principals, 111 estaven ocupats pels seus propietaris, 61 estaven llogats i ocupats pels llogaters i 4 estaven cedits a títol gratuït; 1 tenia una cambra, 5 en tenien dues, 33 en tenien tres, 56 en tenien quatre i 81 en tenien cinc o més. 146 habitatges disposaven pel capbaix d'una plaça de pàrquing. A 64 habitatges hi havia un automòbil i a 98 n'hi havia dos o més.

### Piràmide de població
La piràmide de població per edats i sexe el 2009 era:
| Homes | Edats   | Dones |
| ----- | ------- | ----- |
| 0     | 95 o +  | 0     |
| 0     | 90 a 94 | 0     |
| 0     | 85 a 89 | 0     |
| 0     | 80 a 84 | 0     |
| 4     | 75 a 79 | 0     |
| 8     | 70 a 74 | 8     |
| 8     | 65 a 69 | 4     |
| 4     | 60 a 64 | 8     |
| 4     | 55 a 59 | 12    |
| 16    | 50 a 54 | 16    |
| 36    | 45 a 49 | 28    |
| 8     | 40 a 44 | 24    |
| 16    | 35 a 39 | 4     |
| 16    | 30 a 34 | 36    |
| 28    | 25 a 29 | 8     |
| 24    | 20 a 24 | 24    |
| 28    | 15 a 19 | 29    |
| 16    | 10 a 14 | 20    |
| 16    | 5 a 9   | 24    |
| 16    | 0 a 4   | 16    |

## Economia
El 2007 la població en edat de treballar era de 326 persones, 253 eren actives i 73 eren inactives. De les 253 persones actives 223 estaven ocupades (117 homes i 106 dones) i 30 estaven aturades (11 homes i 19 dones). De les 73 persones inactives 22 estaven jubilades, 32 estaven estudiant i 19 estaven classificades com a «altres inactius».

### Ingressos
El 2009 a Gimouille hi havia 173 unitats fiscals que integraven 478,5 persones, la mediana anual d'ingressos fiscals per persona era de 16.633 €.

### Activitats econòmiques
Dels 17 establiments que hi havia el 2007, 1 era d'una empresa alimentària, 1 d'una empresa de coc i refinatge, 1 d'una empresa de fabricació d'altres productes industrials, 1 d'una empresa de construcció, 4 d'empreses de comerç i reparació d'automòbils, 3 d'empreses d'hostatgeria i restauració, 1 d'una empresa financera, 1 d'una empresa immobiliària, 2 d'empreses de serveis i 2 d'empreses classificades com a «altres activitats de serveis».
Dels 2 establiments de servei als particulars que hi havia el 2009, 1 era una lampisteria i 1 perruqueria.
L'únic establiment comercial que hi havia el 2009 era una fleca.
L'any 2000 a Gimouille hi havia 7 explotacions agrícoles.

## Equipaments sanitaris i escolars
El 2009 hi havia una escola elemental integrada dins d'un grup escolar amb les comunes properes formant una escola dispersa.

## Poblacions més properes
El següent diagrama mostra les poblacions més properes.